# Szabó Gyula Alapiskola
Koordináták: é. sz. 48° 00′ 04″, k. h. 17° 36′ 46″48.001111°N 17.612778°E

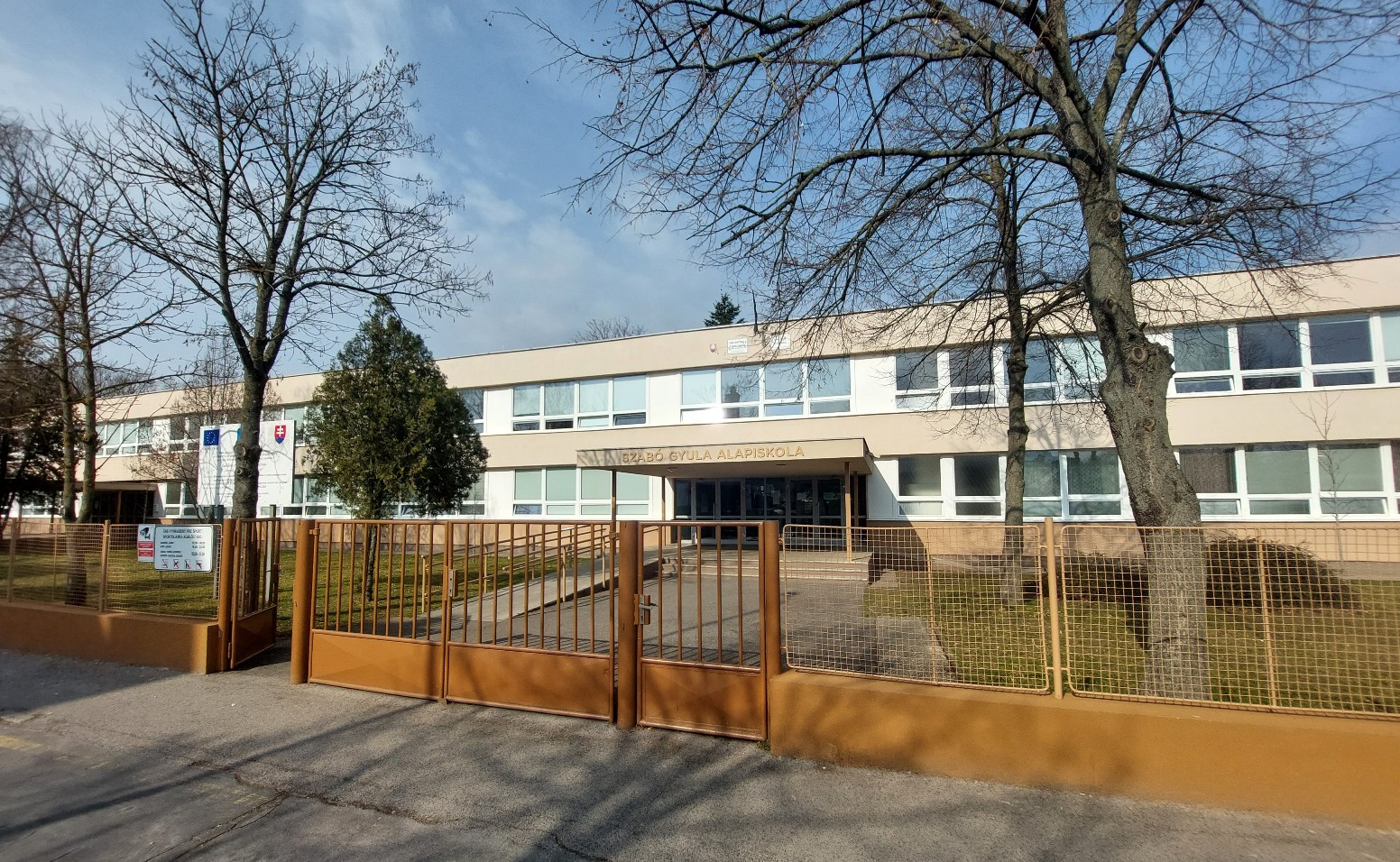
Szabó Gyula Alapiskola

A 2024/25-ös tanévben fennállásának 50. évfordulóját ünneplő Szabó Gyula Alapiskola történelme 1953-ig nyúlik vissza. Ebben az időben közös igazgatás alatt működött a magyar tanítási nyelvű 11 évesközépiskolával, majd az 1963-ban bekövetkezett különválás után az akkori Lenin utcai épületbe költözött (Ez az épület Dunaszerdahelyen a mai Fő utca és a Rózsa utca sarkán állt.). Itt Török László igazgató vezetésével 19 pedagógus tette le az iskola alapkövét, és kezdte el az oktató-nevelő munkát. 

## Története
A jelenlegi Iskola utcai épületben 50 évvel ezelőtt, az 1974/75-ös tanévben kezdődött meg a tanítás. Az iskola a köztudatban Gorkij suliként lett közismert – a szomszédos Gorkij utcáról kapva városszerte használt köznyelvi nevét. A folyamatosan emelkedő diáklétszámnak köszönhetően az eredetileg 700 diák befogadására tervezett épület lassanként szűknek bizonyult. Akadt tanév, amikor két váltásban több mint 1400 diák koptatta az osztályok padjait. Így lett az ország legnagyobb létszámú magyar tanítási nyelvű alapiskolája.  Némi tehermentesítést az 1982-ben megnyílt Hviezdoslav utcai iskola – a mai Vámbéry Ármin Alapiskola – jelentett, mivel a tanulók kb. egyharmada ott folytatta tovább tanulmányait. 
Az 1989-ben bekövetkezett politikai és társadalmi változások iskoláinkat is elérték. Háttérbe szorult az ideológiai nevelés, a központi utasítások csökkenésével egyre nagyobb teret kapott a pedagógusok alkotószabadsága. Az 1989-es változások és az ezt követő demokratikus választások eredményeként az addigi helyettes, Fejes Katalin lett az iskola igazgatója. Őt 1991-ben Csölle Teréz váltotta fel. A demokrácia hajnalán, politikai és társadalmi szempontból is nagyon nehéz időszakban vette át az intézmény vezetését, és igazgatta azt több mint két évtizeden át. Vezetésével 1998-ban az iskola elnyerte jogalanyiságát, amely elsősorban az irányítás módjában jelentett változást.Munkásságának elismerése jeléül 2017-ben a pedagógusnap alkalmából, az akkori oktatási miniszter kezéből köszönőlevelet vehetett át, ezzel ismerve el sikereit és sokéves munkáját.
A kiváló oktatási eredményekért még 1984-ben odaítélt, de a felvidéki magyarok számára idegen „SZNF ifjúhősei“tiszteletbeli cím 1990 novemberében az iskola vezetésének kérésére megszűnt, szinte feledésbe merült, az udvaron lévő emlékműről is már rég eltűnt. Helyét az iskola közössége által választott, az itteni magyarsághoz közelebb álló felvidéki magyar művész neve váltotta fel: Szabó Gyuláé. A Csallóközben is alkotó jeles képzőművész nevét 2002. október 25-én ünnepélyes keretek között vette fel az iskola. 
A hol lassan, hol gyorsabban múló évek és évtizedek vasfogai nyomot hagytak az iskola épületén. A negyedik X felé közeledő épület folyamatos javításokra szorult, melyeket saját erőből a szűkös anyagi lehetőségek miatt csak apránként és néha megkésve lehetett elvégezni. Komolyabb, nagyobb horderejű felújításokra csak a2010-es évek elejétől került sor. Kezdődött a kis tornateremmel, majd folytatódott a kazánok, az ablakok és a bejárati ajtók fokozatos cseréjével.

### Az iskola ma
Csölle Teréz nyugalomba vonulását követően a 2014/15-ös tanévtől Nagy Árpád került az intézmény élére.  
2015 nyara mérföldkő volt az iskola történetében. A fenntartó, Dunaszerdahely városa sikeres pályázatának köszönhetően kezdetét vehette az iskola nagyszabású rekonstrukciója. Az október elejéig elhúzódó munkálatokra némi gyógyírt jelentett az újonnan létesült játszótér, amelyet a kisdiákok gyorsan birtokba is vettek. A sikeresen lezárult felújítást kopjafaavatóval ünnepelték meg. Néhány éven belül ezt a hasznos beruházást egy másik követte: 2018 szeptemberében, közel fél évig tartó munkálatokat követően a diákok és az alkalmazottak egy új, a modern kor kihívásainak megfelelő iskolakonyhában elkészített, és egy teljesen megújított étkezdében fogyaszthatták el első ebédjüket. Az új iskolakonyha üzemeltetését a GASTRO DS városi tulajdonú vállalat vette át. 
E komplex felújításokkal sok addigi gond és probléma oldódott meg. Ennek és Dunaszerdahely városa további támogatásának köszönhetően az iskola anyagi forrásainak egy jelentős részét az oktatás minőségének növelését szolgáló segédeszközök vásárlására és további fejlesztésekre, modernizációra fordíthatta, és teszi ezt a mai napig. És hogy melyek ezek? Multifunkciós műfüves sportpálya, megújult atlétikai és kézilabdapálya, Futbox minifutballpálya, fitnesz- és konditerem, fedett kerékpártároló, térfigyelő kamerarendszer, szabadtéri tanterem, kültéri fitneszeszközök, érintőképernyős monitorok és további digitális segédeszközök, újonnan létrehozott technika szaktanterem és megújult informatika tanterem, felújított padlóburkolat és megújult beltér… hogy csak a legjelentősebbeket említsük.
A jó bornak is kell a cégér – mondhatjuk a mai rohanó, versenyorientált világunkban. A külsőségekben megváltozott iskola belső tartalma, a színvonalas oktatás viszont évtizedek óta állandó. Az intézménynek felkészült, jól képzett pedagógusai voltak és vannak, akik naponta végzik cseppet sem könnyű oktató-nevelő munkájukat. Nekik köszönhetően az intézmény mindig is a régió legjobb iskolái között szerepelt és szerepel jelenleg is. Országos felmérések, eredményeink és a pozitív visszajelzések bizonyítják, hogy az iskola sikeres, tehetséggondozó intézmény. A diákok szép sikereket értek el az évtizedek folyamán a különféle tantárgyi és sportversenyeken. Járási, kerületi és országos szinten jutottak dobogós helyezésekhez.A tanulóka sikeres gimnáziumi, középiskolai és egyetemi tanulmányaikat befejezve az élet bármely területén megállják helyüket. 
Ezt a fél évszázadot nevezhetjük akár sikertörténetnek is, hiszen 2025-ben a Szabó Gyula Alapiskola a maga 727 tanulójával Szlovákia második legnagyobb létszámú magyar tanítási nyelvű alapiskolája, Csallóköz elismert tanintézménye. De ez a siker nem született könnyen. Az elmúlt 50 év alatt átélték a hazai iskolarendszer minden pozitív és negatív változását, miközben igyekeztek lépést tartani a gyorsan változó kor minden követelményével. A diktatúra után belekóstoltak a demokráciába, elnyerték jogalanyiságukat. Ha kellett, tiltakoztak és sztrájkoltak. A mečiari érában más iskolákkal együtt vállvetve harcoltak az anyanyelvi oktatás megmaradásáért… és helyt álltak. Megszüntettek és bevezettek tantárgyakat. Kilencévesről nyolcévesre alakultak, majd újból kilencéves alapiskolává lettek. Természettudományi, majd nyelvi tagozatos osztályokat indítottak, később pedig szüntettek meg. Fokozatosan modernizálták szaktantermeiket, kézilabda-sportközpontot indítottak, munkájukat iskolapszichológus segíti. Nevet váltottak. Folyamatosan megújulnak és modernizálnak. Büszkék magyarságukra, diákjaikat arra tanítják és nevelik, hogy becsüljék anyanyelvüket, hagyományaikat, kultúrájukat, történelmüket.
További információk: 
http://www.zsszabo.sk/
https://www.facebook.com/szabogyulaalapiskola/